# Bessie (Oklahoma)
Bessie es un pueblo ubicado en el condado de Washita en el estado estadounidense de Oklahoma. En el año 2010 tenía una población de 181 habitantes y una densidad poblacional de 139,23 personas por km².

## Geografía
Bessie se encuentra ubicado en las coordenadas 35°23′9″N 98°59′19″O / 35.38583, -98.98861 (35.385932, -98.988679).

## Demografía
Según la Oficina del Censo en 2000 los ingresos medios por hogar en la localidad eran de $26,111 y los ingresos medios por familia eran $26,806. Los hombres tenían unos ingresos medios de $25,938 frente a los $19,000 para las mujeres. La renta per cápita para la localidad era de $15,110. Alrededor del 10.1% de la población estaban por debajo del umbral de pobreza.